# Murong (Atjeh)
Murong is een bestuurslaag in het regentschap Aceh Utara van de provincie Atjeh, Indonesië. Murong telt 794 inwoners (volkstelling 2010).